# Chera (famiglia)

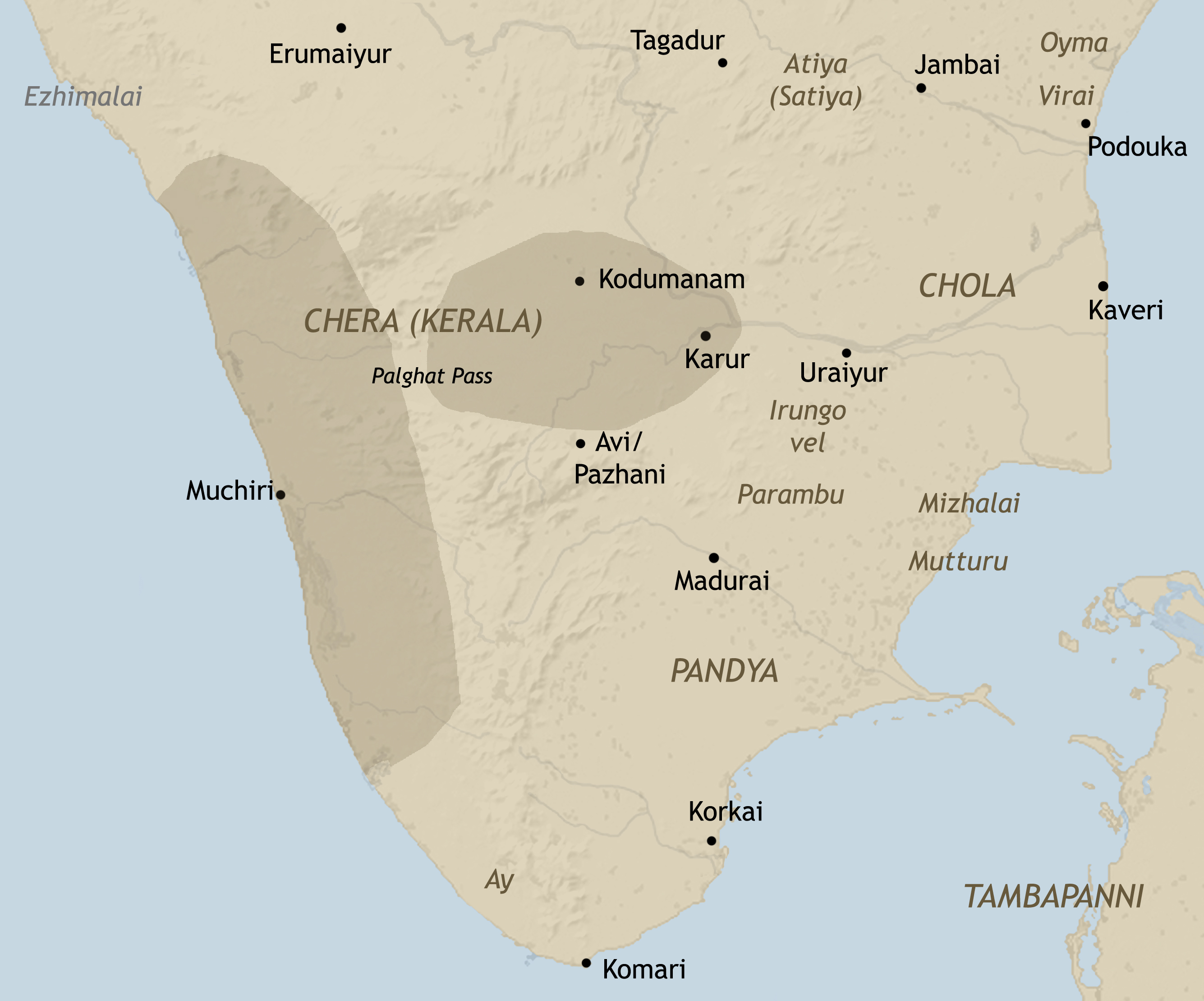
Chera

I Chera (Tamil: சேரர்) furono una delle antiche dinastie tamil che si insediarono e governarono nell'India meridionale fin quasi al quindicesimo secolo. I primi Chera governarono su Coimbatore, Salem e Karur nel Sud del subcontinente indiano, in una regione che oggi fa parte del moderno Stato federato del Tamil Nadu (Kongu Nadu). Le altre due grandi dinastie tamil furono i Chola per la regione orientale lungo la Costa del Coromandel e i Pandya nella regione centro meridionale della penisola. Queste dinastie iniziato prima del periodo Sangam (300 a.C. - 200 d.C.) durante il quale la lingua, l'arte e la letteratura Tamil fiorì. L'impero Chera copriva al suo apice una superficie di circa 3 milioni di kmq ed era il più vasto del suo tempo. 

## Storia
Studi recenti sull'antica storia dell'India meridionale suggeriscono che le tre principali dinastie tamil - i Pandya, i Chera e i Chola - avevano sede rispettivamente a Madurai nel Tamil nadu, a Karur, nel Kerala, e a Uraiyur (Tiruchirappalli) nel Tamil nadu. Il territorio dei Chera del primo periodo storico consisteva nell'attuale Kerala centrale e nella regione di Kongu, nel Tamil Nadu occidentale. La struttura politica del loro dominio era basata sul possesso comune delle risorse e sulla produzione basata sulla parentela. L'autorità era determinata dalla "gamma di relazioni sociali ridistributive sostenute attraverso l'accumulo predatorio di risorse". C'era più di un ramo della famiglia Chera che governava allo stesso tempo e si contendeva la leadership (uno nel Kerala centrale e l'altro nel Tamil Nadu occidentale).
I governanti Chera combatterono spesso con i regni vicini. A volte utilizzarono il matrimonio per legarsi alle famiglie dei regnanti rivali e come mezzo di alleanze politiche. In tutto il regno il commercio ha continuato a portare prosperità con prodotti quali spezie, avorio, legno, pietre preziose e perle esportate in Egitto, Roma, Grecia, Fenicia, Arabia, Mesopotamia e Persia.
I Chera sono indicati come Kedalaputo (sanscrito: Kerala Putra) negli editti Pali dell'imperatore Ashoka (III secolo a.C., editti rupestri II e XII). I primi resoconti greco-romani che fanno riferimento ai Chera sono di Plinio il Vecchio nel I secolo a.C., nel Periplus Maris Erythraei del I secolo a.C. e di Claudio Tolomeo nel II secolo a.C..

## Ritrovamenti archeologici
L'archeologia ha trovato testimonianze epigrafiche e numismatiche dei primi Chera. Due iscrizioni quasi identiche scoperte a Pugalur (vicino a Karur), datate tra il I e il II secolo d.C. circa, descrivono tre generazioni di sovrani Chera della stirpe di Irumporai. Esse riportano la costruzione di un rifugio nella roccia per i giainisti in occasione dell'investitura di Ilam Kadungo, figlio di Perum Kadungo e nipote di Ko Athan Cheral Irumporai.
Una breve iscrizione tamil-brahmi, contenente la parola Chera (Kadummi Pudha Chera) è stata rinvenuta a Edakkal, nei Ghati occidentali.
Recenti scoperte archeologiche confermano sempre più Karur come centro politico, economico e culturale dell'antica India meridionale. Gli scavi a Karur hanno restituito enormi quantità di monete di rame con simboli Chera come l'arco e la freccia, anfore romane e monete romane. Un antico percorso, dai porti del Kerala fino a Karur, nell'interno del Tamil Nadu, può essere tracciato con l'aiuto di prove archeologiche. Gli storici devono ancora localizzare con precisione Muziris, nota in Tamil come Muchiri, presente nel Periplus Maris Erythraei e quindi una base dei governanti Chera. Gli scavi archeologici a Pattanam (vicino a Cochin) suggeriscono una forte identificazione con la località di Muziris.

Infatti nel sito di Pattanam sono state trovate monete di rame quadrate Chera (su un lato un elefante e sull'altro archi e frecce). Questi tipi di monete furono emessi all'inizio del I secolo. Fra i vari reperti archeologici oltre alle monete Chera si trovano anfore, ceramica sigillata, cammei in pietre semi-preziose e perline di pietra e vetro in grande quantità. Sono stati rinvenuti anche resti di strutture in mattoni bruciati. Nel corso del tempo sono state scoperte anche monete romane in gran numero dal Kerala centrale e dalla regione di Coimbatore e Karur.